# Distrito municipal de Justiniškės
Distrito municipal de Justiniškės es un distrito municipal perteneciente a la ciudad de Vilna y organizado administrativamente en un barrio (Justiniškės). El distrito está delimitado por el límite de la ciudad desde oeste y se limita con los distritos municipales de Viršuliškės, Pašilaičiai, Šeškinė y Pilaitė.

## Barrios
El distrito está formado por el siguiente barrioː
- Justiniškės

## Galería

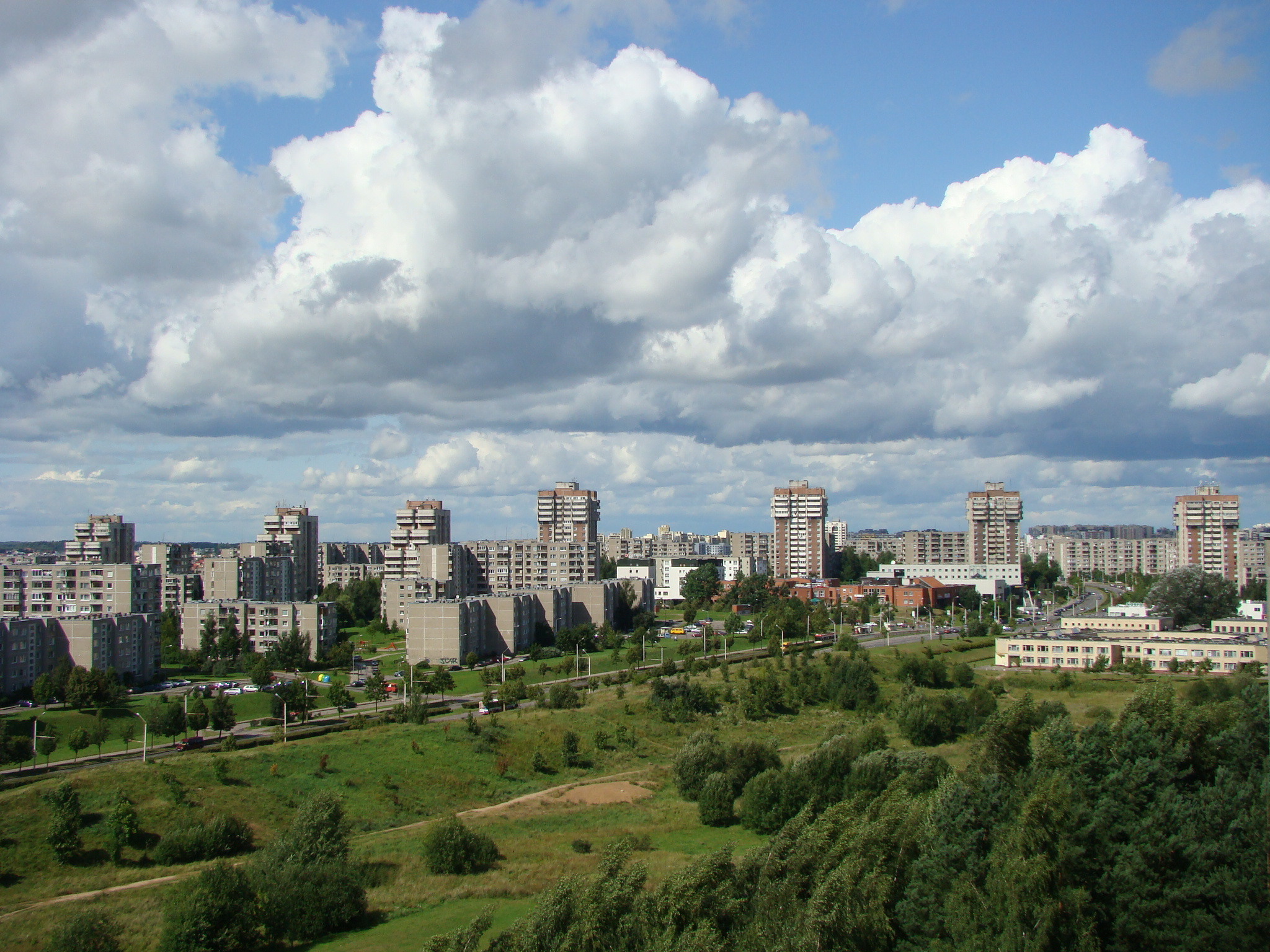
Panorama de Justiniškės
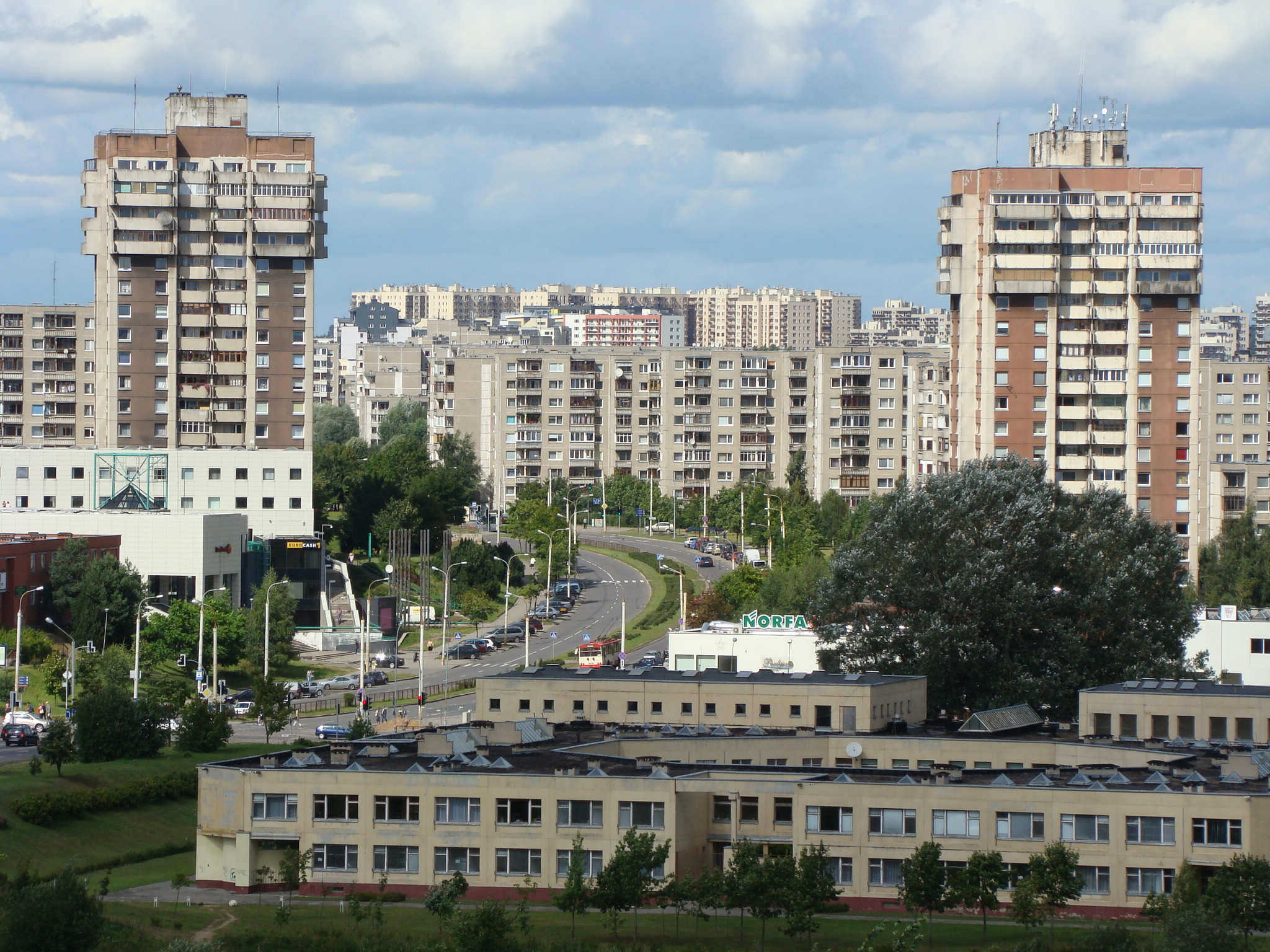
Panorama de Justiniškės
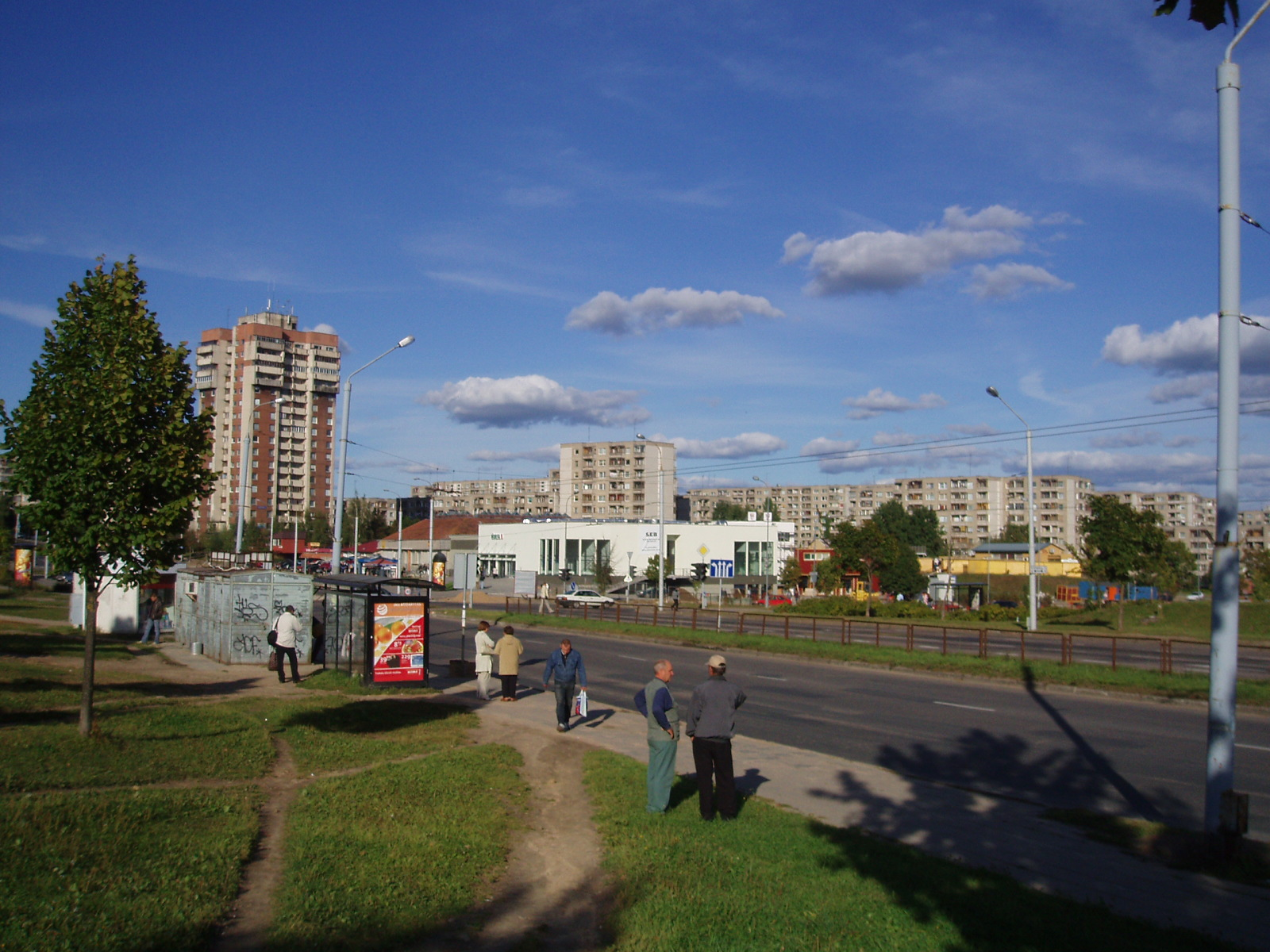
Calle de Justiniškės
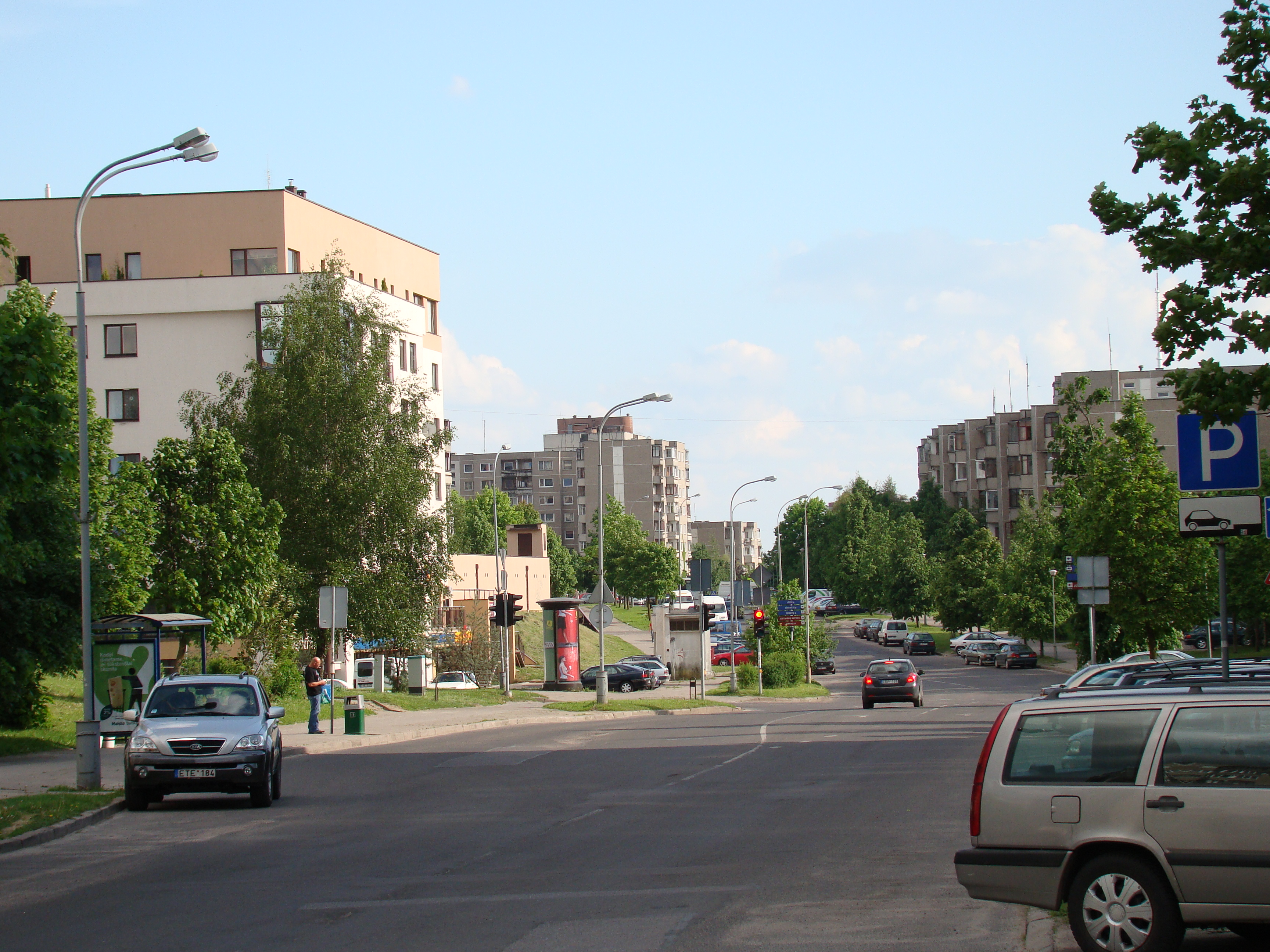
Calle de Taikos